# Louise-Emmanuelle de Châtillon

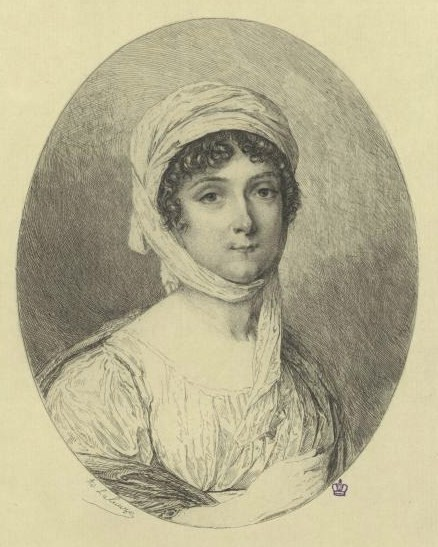

Louise-Emmanuelle de Châtillon, känd som prinsessan de Tarente, född 1763, död 1814, var en fransk hovfunktionär och memoarförfattare. 

## Biografi
Louise-Emmanuelle de Châtillon var dotter till Louis Gaucher, hertig de Châtillon, och Adrienne-Emilie-Félicité de la Baume le Blanc de La Vallière. Hon gifte sig 1781 med Charles-Bretagne-Marie-Joseph, prins de Tarente och hertig de la Trémouille.
Louise-Emmanuelle de Châtillon blev 1782 utnämnd till hovdam hos Marie-Antoinette som en av 15 dame du palais, och 1785 befordrad till dame d'honneur. Hon var enligt uppgift personligen omtyckt av Marie-Antoinette. Under franska revolutionen figurerade hon vid flera historiska tillfällen. Under den första stormningen av Tuilerierna i juni 1792, var hon en av de kvinnor som omgav drottningen och kungabarnen då de gömde sig i rådskammaren, tillsammans med prinsessan de Lamballe, Madame de Tourzel och Madame de Mackau. 
Under den slutliga stormningen av Tuilerierna 10 augusti 1792, lämnades hon kvar i palatset i drottningens sovrum tillsammans med de övriga hovdamerna. Enligt Madame de Campan var hon förtvivlad över att bli lämnad kvar, men det var också hon som hade sinnesnärvaro nog att öppna dörrarna till rummet, vilket gjorde att mobben inte tvingades bryta sig in och därmed inte fick intrycket att någon av kungafamiljen befann sig där, något som kunde ha försatt dem i livsfara. Liksom de övriga hovdamerna undgick hon att bli dödad, och förde också kronprinsens lekkamrat Pauline de Tourzel i säkerhet till sin mormors bostad.
Louise-Emmanuelle de Châtillon arresterades för domstolstrots efter att ha vägrat avge vittnesmål mot Marie-Antoinette, men undkom massakern i fängelserna under septembermorden 1792 genom att lyckas fly under förklädnad. Hon emigrerade sedan till England, där hon levde på bidrag från Marie-Antoinettes syster Maria Karolina av Österrike. Vid frigivningen av Marie Therese av Frankrike 1795 ansökte hon förgäves om att få bli dennas hovdam i Wien. Mellan 1797 och 1801 var hon hovdam hos den ryska kejsarinnan i Sankt Petersburg. Hon återvände till Frankrike åren 1801–1804, men levde annars i Ryssland, där hon blev centralfiguren för en grupp franska emigranter kring sin vän, den ryska grevinnan Varvara Golovina.  
Louise-Emmanuelle de Châtillon skrev sina memoarer under exilen i England, och de har senare publicerats.

## Memoarer
- Souvenirs de la princesse de Tarente, 1789-1792[1]